# Тім Остін (математик)
Тімоті Дерек «Тім» Остін (1983 , Лондон ) — британський математик, що спеціалізується на аналізі, ергодичній теорії та теорії ймовірностей.
Остін вивчав математику в Кембридзькому університеті, де здобув ступінь бакалавра в 2005 році, Certificate of Advanced Mathematics в 2006 році та докторську ступінь в 2010 році у Каліфорнійському університеті в Лос-Анджелесі (UCLA) під орудою Теренса Тао (Множина повторюваність і структура ймовірності — консерваційні системи).

В 2010—2015 рр — науковий співробітник Клея, а в 2014—2017 рр — головний дослідник колаборації Саймонса з алгоритмів і геометрії.
В 2012—2014 рр. — асистент Інституту Куранта, а в 2015—2017 рр. — доцент.
Станом на 2017 рік є доцентом UCLA.
Декілька разів був запрошеним науковцем у Microsoft Research в Редмонді та був запрошеним науковцем в Університеті Брауна.

## Нагороди та визнання
- 2020: «Нові горизонти у математиці»[7];
- 2021: премія Островського[8]

## Доробок
- On exchangeable random variables and the statistics of large graphs and hypergraphs, Probability Surveys, Band 5, 2008, S. 80–145, Arxiv
- The emergence of the deterministic Hodgkin--Huxley equations as a limit from the underlying stochastic ion-channel mechanism, Annals of Probability, Band 18, 2008, S. 1279—1325, Arxiv
- Deducing the Density Hales-Jewett Theorem from an infinitary removal lemma, J. Theoret. Probab., Band 24, 2011, S. 615—633, Arxiv 2009
- mit Tanja Eisner, Terence Tao: Nonconventional ergodic averages and multiple recurrence for von Neumann dynamical, Pacific J. Math., Band 250, 2011, S. 1–60, Arxiv
- Amenable groups with very poor compression into Lebesgue spaces, Duke Math. J., Band 159, 2011, S. 187—222, Arxiv
- mit Calvin C. Moore: Continuity properties of measurable group cohomology, Math. Annalen, Band 356, 2013, S. 885—937, Arxiv
- Multiple Recurrence and Finding Patterns in Dense Sets, in: Dzmitry Badziahin, Alexander Gorodnik, Norbert Peyerimhoff (Hrsg.), Dynamics and analytic number theory, London Math. Soc. Lecture Note Ser. 437, Cambridge Univ. Press 2016, S. 189—257
- Measure concentration and the weak Pinsker property, Publ. Math. Inst. Hautes Etudes Sci., Band 128, 2018, S. 1–119, Arxiv.